# 開聞川尻
開聞川尻（かいもんかわしり）は、鹿児島県指宿市の大字。旧揖宿郡開聞村大字仙田の一部、揖宿郡開聞町大字川尻。人口は1,544人、世帯数は745世帯（2015年10月1日現在）。郵便番号は891-0602。
指宿市の南西部に位置しており、江戸時代には川尻浦と呼ばれる港町であり、港津の監視を行う津口番所や砲台が設置された。1956年（昭和31年）に開聞町大字仙田（現在の開聞仙田）から分離され大字として設置された。

## 地理
指宿市の南西部、開聞岳の東麓に位置する。字域の北方には指宿市開聞仙田、開聞十町、山川大山、西方には指宿市開聞十町、東方には指宿市山川岡児ケ水がそれぞれ隣接しており、南方には東シナ海に面している。
字域の中央部を新川が流れており、河口に川尻漁港がある。集落は漁港周辺に密集しており、付近には指宿市立川尻小学校が所在している。
字域を川尻港付近を起点として鹿児島県道242号川尻浦山川線が海岸線に沿って通っており、鹿児島県道243号長崎鼻公園開聞線が海岸線から北西方向に通っている。

### 山岳
- 開聞岳 - 字域の西部に位置する[7]。

## 歴史

### 前史

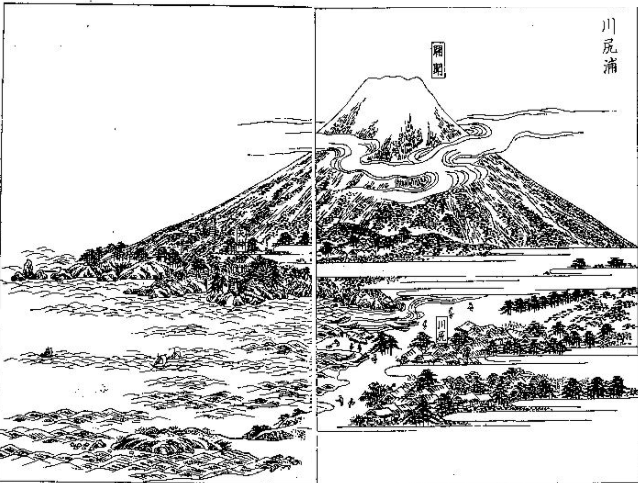
三国名勝図会に掲載されている川尻浦と開聞岳

川尻浦は元禄年間の「元禄国絵図」に記述があり、薩摩国頴娃郡頴娃郷（外城）仙田村のうちの浦であった。文政7年の川尻浦の人口は762人、戸数150戸であった。江戸時代の測量家である伊能忠敬が著した「九州東海辺沿海村順」には川尻村と川尻浦の記載があり、家数は川尻村は77戸、川尻浦は150戸であったと記載されている。
また、宝永年間の「宝永御答書」によれば、頴娃川尻に主要な港津の監視を行う津口番所が設置されていたとされる。さらに薩摩藩によって砲台が弘化4年に建造された。江戸時代の薩摩藩域内の地誌である三国名勝図会には川尻浦の絵図と説明が掲載されている。
明治時代になると川尻浦は大区小区制による小区となり、薩摩国頴娃郡第十七大区第十三小区となった。1889年（明治22年）の町村制施行に伴い、それまでの頴娃郷の区域に当たる郡村、十町村、仙田村、牧之内村、御領村、別府村、上別府村の区域より頴娃村が成立したのに伴って、仙田村のうちとなっている川尻浦は頴娃村大字仙田のうちとなった。
1913年（大正2年）には揖宿警察署頴娃分署（のちの国家地方警察頴娃地区警察署、鹿児島県警察頴娃警察署）の川尻駐在所が設置された。川尻駐在所は2014年（平成26年）に山川福元にある指宿南交番に統合されるまで存続していた。
頴娃村は1950年（昭和25年）8月1日に頴娃村が町制施行し頴娃町となり、翌年の1951年（昭和26年）10月1日に頴娃町のうち大字十町（現在の開聞十町）及び大字仙田の区域が分村し開聞村が設置された。1955年（昭和30年）には開聞村が町制施行し開聞町となった。

### 大字としての川尻
1956年（昭和31年）1月1日に開聞町大字仙田（指宿市開聞仙田）の一部にあたる川尻地区の区域が分割され、開聞町の大字「川尻」として設置された。
2006年（平成18年）1月1日には開聞町が指宿市及び山川町と新設合併し、新たに指宿市が設置された。合併に際して設置された法定合併協議会である「指宿地区3市町合併協議会」の協議において開聞町の区域の大字の名称については「開聞町○○」を「指宿市開聞○○」のようにそれまでの大字名に自治体の名称を冠したものに改称することとなり、それまでの大字川尻は指宿市の大字「開聞川尻」に改称した。

### 字域の変遷
| 実施後                 | 実施年             | 実施前                 |
| ---------------------- | ------------------ | ---------------------- |
| 開聞町大字川尻（全域） | 1956年（昭和31年） | 開聞町大字仙田（一部） |

## 人口
以下の表の1958年（昭和33年）から1991年（平成3年）までのデータは「開聞町郷土誌改訂版」の地区別人口の推移より引用し、1995年（平成7年）以降のデータについては国勢調査による小地域集計による人口の推移である。
| 統計年             | 統計年 | 人口  | 人口 |
| ------------------ | ------ | ----- | ---- |
| 1958年（昭和33年） | [ 20 ] | 4,005 |      |
| 1969年（昭和44年） | [ 20 ] | 3,337 |      |
| 1983年（昭和58年） | [ 20 ] | 2,761 |      |
| 1985年（昭和60年） | [ 20 ] | 2,681 |      |
| 1987年（昭和62年） | [ 20 ] | 2,570 |      |
| 1989年（平成元年） | [ 20 ] | 2,496 |      |
| 1991年（平成3年）  | [ 20 ] | 2,432 |      |
| 1995年（平成7年）  | [ 21 ] | 2,259 |      |
| 2000年（平成12年） | [ 22 ] | 2,112 |      |
| 2005年（平成17年） | [ 23 ] | 1,958 |      |
| 2010年（平成22年） | [ 24 ] | 1,745 |      |
| 2015年（平成27年） | [ 3 ]  | 1,544 |      |

## 施設

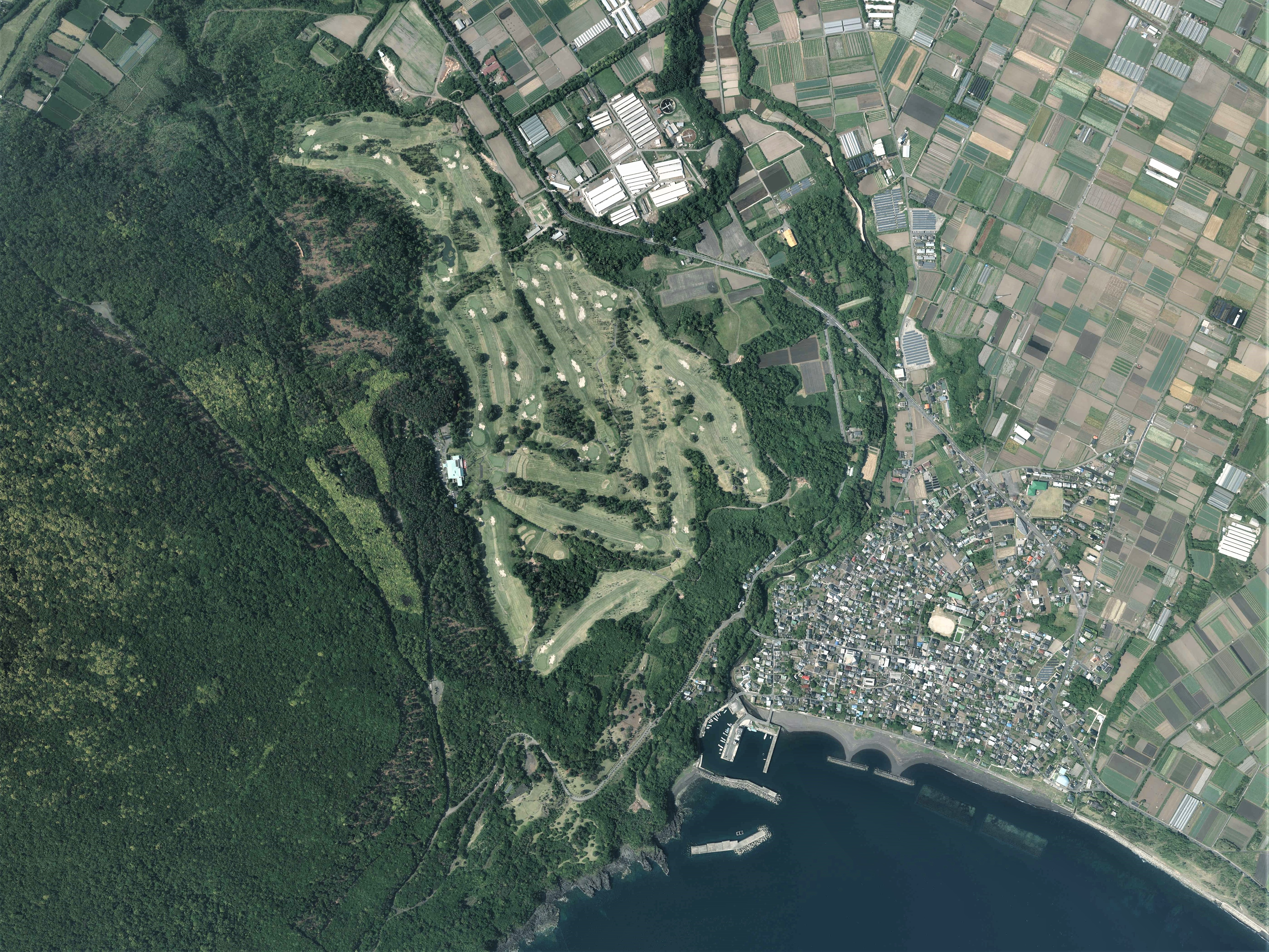
いぶすきゴルフクラブ（中央）と川尻の集落（右下）

### 公共
- 川尻ふれあい交流館[26]
  - 川尻校区公民館[27]
  - 川尻運動場
- レジャーセンターかいもん
- 指宿市開聞漁村センター[28]

### 教育
- 指宿市立川尻小学校
- 川尻保育園

### 郵便局
- 川尻郵便局[29]
1909年（明治42年）3月31日に無集配局として設置された[30]。

### その他
- いぶすきゴルフクラブ

## 教育

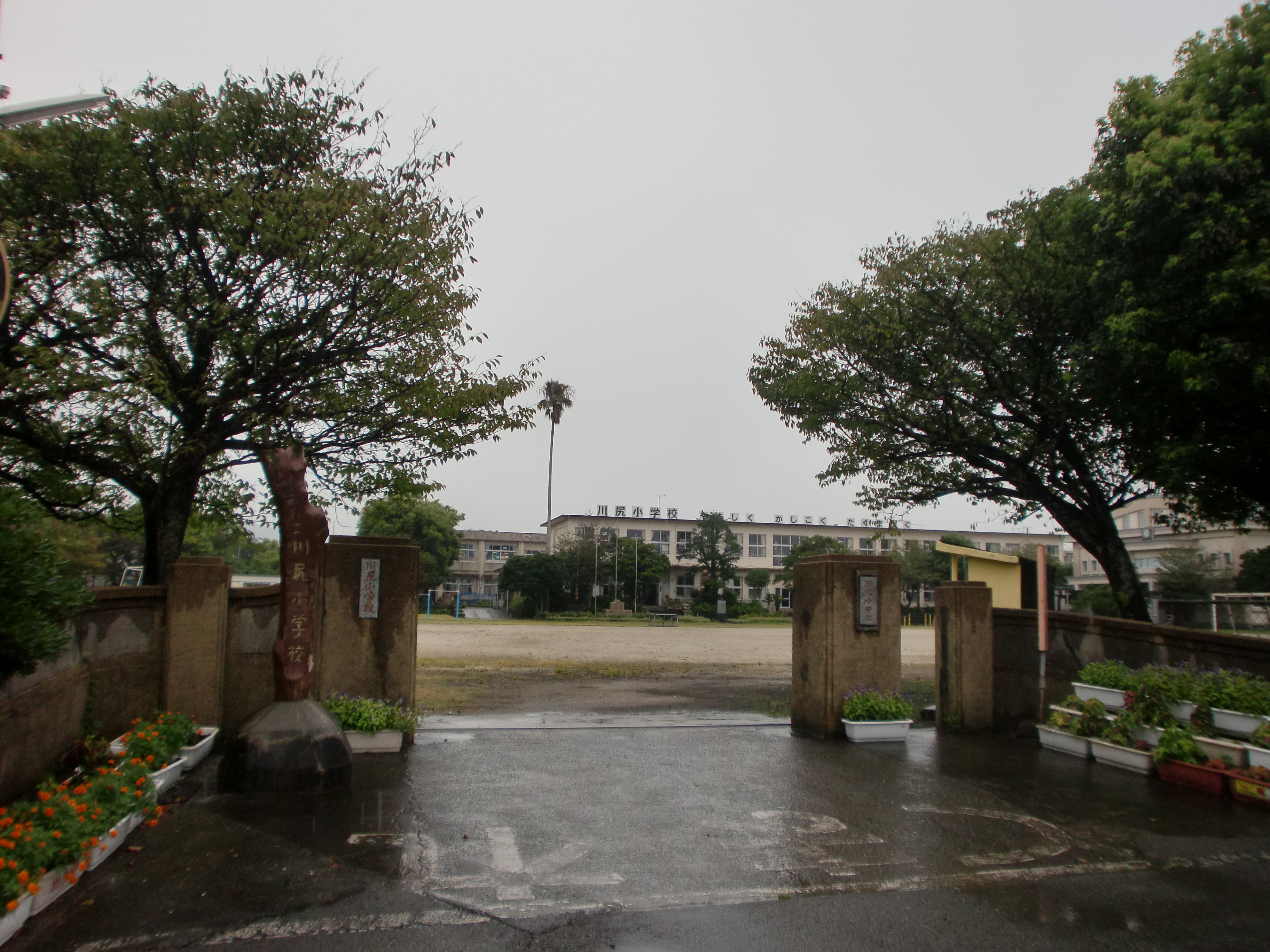
指宿市立川尻小学校

開聞川尻には「指宿市立川尻小学校」が設置されており、かつては「開聞町立川尻中学校」が設置されていた。

### 小学校
川尻には「指宿市立川尻小学校」が所在している。
川尻小学校は1876年（明治9年）に川尻小学校として創立し、1886年（明治19年）に簡易科小学校、1892年（明治25年）に尋常小学校、1920年（大正9年）には高等科を併設し高等尋常小学校となった。1941年（昭和16年）には国民学校令の施行に伴って国民学校となり、1947年（昭和22年）に頴娃村立川尻小学校となった。1950年（昭和25年）に頴娃村が町制施行し頴娃町立川尻小学校、翌年の1951年（昭和26年）には開聞村となり開聞村立川尻小学校、1955年（昭和30年）には開聞村が町制施行し開聞町立川尻小学校となった。2006年（平成18年）には開聞町が指宿市・山川町と合併し新たに指宿市となったのに伴い、指宿市立川尻小学校に改称した。

### 中学校
川尻にはかつて「開聞町立川尻中学校」が設置されていた。
川尻中学校は1947年（昭和22年）に頴娃村立開聞中学校川尻教場として設置された。1949年（昭和24年）に分校に昇格し、1950年（昭和25年）に独立校となり、頴娃町立川尻中学校となった。翌年の1951年（昭和26年）には頴娃町から一部が分割され開聞村が設置されたのに伴い、開聞村立川尻中学校となり、1955年（昭和30年）に開聞村が町制施行したのに伴い開聞町立川尻中学校となった。1972年（昭和47年）に開聞中学校に統合され、閉校した。

### 小・中学校の学区
市立小・中学校に通う場合、学区（校区）は以下の通りとなる。
| 大字     | 地区 | 小学校             | 中学校             |
| -------- | ---- | ------------------ | ------------------ |
| 開聞川尻 | 全域 | 指宿市立川尻小学校 | 指宿市立開聞中学校 |

## 交通

### 道路
一般県道
- 鹿児島県道242号川尻浦山川線
- 鹿児島県道243号長崎鼻公園開聞線

### 鉄道
開聞川尻の字域内には鉄道が通っていない。最寄駅は山川大山にある西大山駅又は開聞仙田にある薩摩川尻駅（両駅とも指宿枕崎線である）である。

### 航路
明治時代末期には川尻港を経由する以下の航路（津回船）が存在していた。
- 枕崎港 - 石垣港 - 川尻港 - 山川港 - 指宿港 - 鹿児島港